# رولند هایتس (کالیفرنیا)
رولند هایتس (به انگلیسی: Rowland Heights) یک منطقهٔ مسکونی در ایالات متحده آمریکا است که در شهرستان لس‌آنجلس، کالیفرنیا واقع شده است. رولند هایتس ۳۳٫۸۸۱ کیلومتر مربع مساحت و ۴۸٬۹۹۳ نفر جمعیت دارد و ۱۶۰ متر بالاتر از سطح دریا واقع شده است.